# Coke in de uitverkoop
Coke in de uitverkoop is een lied van de Nederlandse rapper Mula B en de Nederlandse producer Trobi. Het werd in 2022 als single uitgebracht en stond in hetzelfde jaar als negentiende track op het album Prix d'ami van Mula B.

## Achtergrond
Coke in de uitverkoop is geschreven door Hicham Gieskes en Bryan du Chatenier en geproduceerd door Trobi. Het is een nummer dat past in het genre nederhop met effecten uit de EDM. In het lied rapt Mula B over het verkopen en gebruiken van de drug cocaïne. Het nummer werd op single uitgebracht met het lied Faktap broeder van Mula B op de B-kant. Coke in de uitverkoop was zelf op de B-kant van de single Mij zijn van Mula B te vinden. 
Het is niet de eerste keer dat de twee artiesten met elkaar samenwerkten. Dit deden zij eerder op Big man en Einstein. Ze herhaalden de samenwerking op Silent disco.

## Hitnoteringen
De artiesten hadden bescheiden succes met het lied in Nederland. Het kwam tot de 32e plaats van de Single Top 100 in de zes weken dat het in deze hitlijst te vinden was. De Top 40 en haar Tipparade werden niet bereikt.